# Listy do M. 4
Listy do M. 4 – polska komedia romantyczna z 2020 roku w reżyserii Patricka Yoki. Film jest kontynuacją filmu Listy do M.3 Tomasza Koneckiego z 2017 roku.

## Wydanie
Premiera filmu miała miejsce w dniu 1 lutego 2021 roku w serwisie player.pl. Początkowo miał zadebiutować w kinach 4 listopada 2020 roku, jednak z powodu drugiej fali koronawirusa produkcja została wycofana z dystrybucji kinowej i przeniesiona do internetu.

## Obsada
- Tomasz Karolak – Melchior „Mel Gibson”
- Piotr Adamczyk – Szczepan Lisiecki
- Agnieszka Dygant – Karina Lisiecka
- Izabela Kuna – Agata
- Magdalena Różczka – Karolina
- Borys Szyc – Filip
- Wojciech Malajkat – Wojciech
- Danuta Stenka – Rudolf
- Mateusz Winek – Kazik
- Weronika Wachowska – Dusia
- Magdalena Boczarska – Dagmara
- Vanessa Aleksander – Monika
- Matylda Radosz – Amelia[3]
- Cezary Pazura – Arek
- Rafał Zawierucha – Stefan
- Michał Zieliński – Igor
- Barbara Wrzesińska – Kornelia
- Stanisław Brudny – Antoni
- Janusz Chabior – Lucek[4]
- Monika Pikuła – Justyna Włodarczyk
- Bartłomiej Nowosielski – Zygmunt
- Paweł Burczyk – Rafał
- Anna Smołowik – Emilia
- Eryk Lubos – Zbyszek
- Joanna Kurowska – Jola
- Paweł Okoński – Krzysztof
- Cezary Kosiński – szef Karoliny
- Robert Wabich – strażnik miejski
- Magdalena Smalara – strażniczka miejska